# Gheorghe Hagi
Gheorghe Hagi (* 5. února 1965, Săcele, Constanța) je bývalý rumunský fotbalista a reprezentant. Měl přezdívku Karpatský Maradona. Fotbalu se věnuje i jeho syn Ianis Hagi.
V Rumunsku i v Turecku byl Hagi považovaný za fotbalového hrdinu. Sedmkrát získal v Rumunsku ocenění Fotbalista roku (1985, 1987, 1993, 1994, 1997, 1999, 2000) a také získal cenu Rumunský hráč století. Pelé ho roku 2004 zařadil jako jediného rumunského hráče mezi 125 nejlepších žijících fotbalistů. Figuruje na seznamu UEFA Jubilee 52 Golden Players.

## Reprezentační kariéra
V A-mužstvu Rumunska debutoval 10. 8. 1983 v přátelském zápase v Oslu proti domácímu týmu Norska (remíza 0:0).
V dresu Rumunska odehrál v letech 1983–2000 celkem 125 zápasů a nastřílel 35 gólů.
Rumunsko reprezentoval na MS 1990 v Itálii, MS 1994 V USA, MS 1998 ve Francii a na EURU 1984 ve Francii, EURU 1996 v Anglii a EURU 2000 v Belgii a Nizozemsku.

## Trenérská kariéra
Po ukončení aktivní fotbalové kariéry pokračoval jako fotbalový trenér.